# Alte Synagoge (Emmendingen)

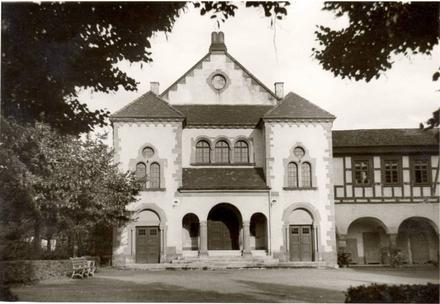
Alte Synagoge in Emmendingen (vor 1938) (Foto: Landesarchiv Baden-Württemberg)

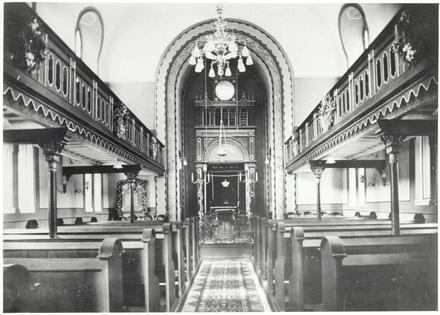
Innenansicht mit Toraschrein (Foto: Landesarchiv Baden-Württemberg)

Die Alte Synagoge in Emmendingen, einer Stadt im Landkreis Emmendingen in Baden-Württemberg, wurde 1823 errichtet. Die Synagoge stand an der Kirchstraße.

## Geschichte
Für die wachsende Mitgliederzahl der Jüdischen Gemeinde Emmendingen wurde die bisherige Synagoge (ein 1763 umgebautes Fachwerkhaus in der Kirchstraße 11) nach wenigen Jahrzehnten zu klein. Im Jahr 1823 konnte nach Plänen von Christoph Arnold direkt vor dem Haus der bisherigen Synagoge ein neuer Synagogenbau errichtet werden.
Im Jahr 1869 wurde die Synagoge erstmals renoviert, vergrößert und mit einem Festakt neu eingeweiht. Im Jahr 1923 wurde die Synagoge nach Plänen von Georg Jakob Schneider um einen westlichen Portalsanbau erweitert.
Am Morgen des 10. November 1938 wurde die Synagoge im Zuge der Novemberpogrome 1938 von örtlicher SA und Emmendinger Bürgern verwüstet, in Brand gesteckt und noch am selben Tag gesprengt. Auch das vormalige Synagogengebäude in der Kirchstraße 11, seit 1823 das Gemeindehaus der israelitischen Gemeinde, wurde an diesem Tag verwüstet.
In den Jahren 1968, 1988 und 1999 wurden an dem als Parkplatz genutzten Standort der Synagoge auf dem Schlossplatz Gedenktafeln angebracht. Seit der Umgestaltung des Platzes im Jahr 1994 sind die Umrisse der zerstörten Synagoge markiert.